# Let You Down
«Let You Down» es una canción de la banda sudafricana de metal alternativo Seether. Fue lanzado el 23 de febrero de 2017 como el primer sencillo de su séptimo álbum de estudio Poison the Parish (2017). La canción alcanzó el puesto número uno en la lista Billboard Mainstream Rock Songs en 2017.

## Composición y temas
La canción fue autoproducida por el líder y vocalista principal de la banda, Shaun Morgan, y estaba destinada a representar el regreso de la banda a un sonido de rock más pesado que se encontraba en sus álbumes anteriores. Loudwire describió el estribillo como "un pequeño respiro emocional" para los versos de la canción, calificándolo de "sonoramente edificante, pero líricamente desalentador".
Algunas publicaciones notaron una similitud en el riff de guitarra y la progresión de acordes de la canción con el sencillo de Chevelle de 2014 "Take Out the Gunman", el sencillo de Live de 1997 "Lakini's Juice" y el sencillo de Tool de 1996 "Stinkfist".

## Video musical
El mismo día del lanzamiento de la canción se estrenó un video musical en el que aparecen muchas personas siniestras, enmascaradas y con capas, con motivos de carnaval, deambulando por un campo abierto. Las imágenes alternan entre las figuras y la banda tocando en una cabaña oscura y aislada.

## Posicionamiento en lista
| Lista (2017)                                  | Posición |
| --------------------------------------------- | -------- |
| Canadá (Canada Rock)                          | 37       |
| Estados Unidos (Hot Rock & Alternative Songs) | 25       |
| República Checa Rock (IFPI)                   | 6        |